# Waldhäuser (Stadlern)

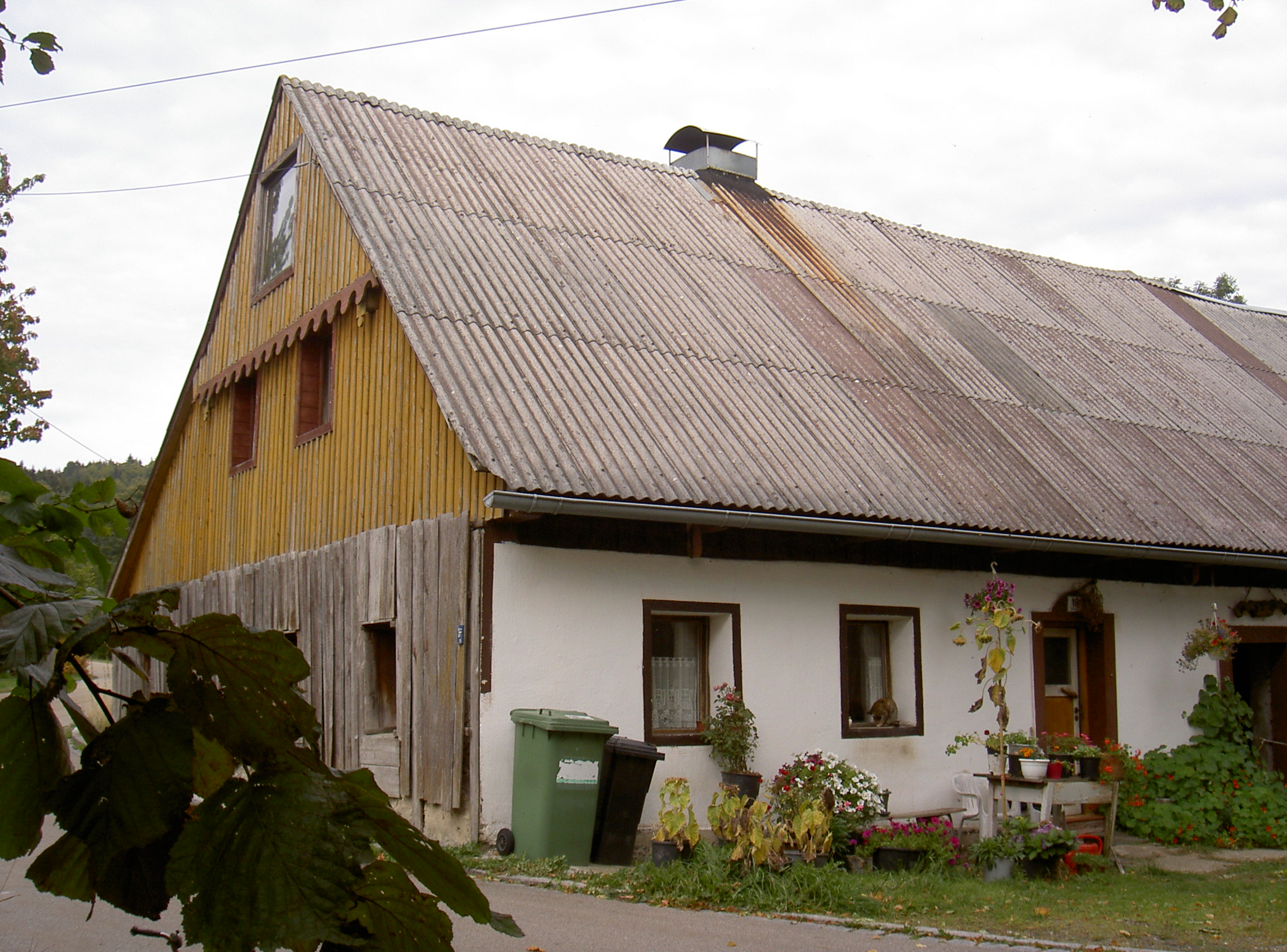
Haus Nummer 3 in Waldhäuser

Waldhäuser ist ein Gemeindeteil von Stadlern im Oberpfälzer Landkreis Schwandorf in Bayern.
Die ca. 20 Gebäude der Ortschaft Waldhäuser liegen am Südosthang des Reichenstein-Massivs südlich unterhalb des 894 m hohen Weingartenfelses. In der Ortsmitte von Stadlern, nördlich des Kalvarienberges, zweigt die schmale Waldhäuserstraße von der Staatsstraße 2159 nach Nordosten ab. Sie windet sich durch dichten Wald im Südosten um das Reichenstein-Massiv und erreicht nach 2,5 km die Ortschaft Waldhäuser. Diese Ortschaft hat durch ihre geschützte Südostlage ein vergleichsweise mildes Klima. Ein Wanderweg führt entlang der tschechischen Grenze nach Norden zum ca. 1 km entfernten Goldbrunnen, der Quelle der Bayerischen Schwarzach.